# Beat Walti
 (septembre 2023).
Si vous disposez d'ouvrages ou d'articles de référence ou si vous connaissez des sites web de qualité traitant du thème abordé ici, merci de compléter l'article en donnant les références utiles à sa vérifiabilité et en les liant à la section « Notes et références ».
Beat Walti, né le 22 novembre 1968 à Bauma (originaire de Dürrenäsch et Zollikon), est une personnalité politique suisse, membre du Parti libéral-radical.
Il représente le canton de Zurich au Conseil national depuis 2014.

## Biographie
Beat Walti naît le 22 novembre 1968 à Bauma, dans le canton de Zurich. Il est originaire d'une autre commune du même canton, Zollikon, et de Dürrenäsch, dans le canton d'Argovie.
Il passe son examen de maturité au gymnase littéraire de Rämibühl (de) puis étudie les sciences juridiques aux universités de Zurich et Neuchâtel. Il obtient un brevet d'avocat zurichois, ainsi qu'un doctorat sous la direction de Peter Forstmoser (de). Il devient partenaire du cabinet d'avocats Wenger & Vieli AG de Zurich, spécialisé dans le droit du commerce, des sociétés et de la concurrence.
Il est officier d'artillerie (premier-lieutenant a.D.) à l'armée.
Il est marié et père de deux enfants.

## Parcours politique
Beat Walti adhère au Parti radical-démocratique en 1989.
Il est membre du Conseil cantonal de Zurich de 1999 à 2013 et président de groupe du PLR de 2005 à 2008. Il devient président des Libéraux-Radicaux du canton de Zurich en 2008.
Il accède au Conseil national en 2014 et y réélu à trois reprises (2015, 2019 et 2023). Il y préside le groupe parlementaire libéral-radical de 2017 à 2022,. Il est membre de la Commission des transports et des télécommunications (CTT) jusqu'à la fin 2015, puis de la Commission judiciaire (CJ) jusqu'à fin 2019 et de la Commission de l'économie et des redevances (CER).